# Triệu Quang Tổ
Triệu Quang Tổ (Chữ Hàn: 조광조; Phát âm: Jo Gwang-jo; Chữ Hán: 赵光祖; 1482-1519), tự Hiếu Trực, hiệu Tĩnh Am (정암; Jeong-am), là nhà tư tưởng, nhà cải cách nhà Triều Tiên.

## Thân thế
Triệu Quang Tổ xuất thân trong một gia đình quan liêu, thuộc thế tộc Hán Dương Triệu thị. Bố Quang Tổ là Triệu Nguyên Cương (조원강, Jo Wongang), quan lại hạ cấp, thuộc dòng dõi công thần khai quốc Triệu Ôn (조온). Triệu Nguyên Cương mất khi Quang Tổ mười chín tuổi mất cha, làm con tận hiếu, săn sóc mẹ già, tiếng tăm nổi danh toàn quốc. Triệu Quang Tổ bái làm đệ tử của Kim Quang Bật (김굉필, Kim Gwoeng-pil), đệ tử của Kim Tông Trực (김종직, Kim Jong-jik).

## Sự nghiệp
Năm 1504, trong triều đình nổ ra sự kiện Giáp Tý sĩ họa (갑자사화, Kapcha Sahwa), Kim Quang Bật bị giết chết. Triệu Quang Tổ cũng bị lưu đày do là đệ tử của Kim. Năm 1510, Triệu Quang Tổ được miễn lưu đày, tham gia khoa cử, vào học ở Thành Quân Quán (Sungkyunkwan). Năm 1515, Triệu Quang Tổ thi điện, đỗ Trạng nguyên, tiến vào triều đình nhậm chức, quan đến Đồng Phó Thừa chỉ.
Triệu Quang Tổ là người có tư tưởng độc tôn Nho giáo. Năm 1516, Triệu Quang Tổ cùng các thành viên Sĩ Lâm phái (사림, Sarim), ép Triều Tiên Trung Tông hủy bỏ Chiêu cách thự, một hoạt động Đạo giáo, được chấp nhận. Năm 1518, Trong Tông phê chuẩn hiền lương khoa khảo thí, do Triệu Quang Tổ đề xướng. Trong những năm này, Triệu Quang Tổ được Trung Tông trọng dụng, quan chức thăng đến Đại tư hiến, tích cực tuyên dương Nho học. Sau đó, Triệu Quang Tổ cho rằng Trung Tông đối với công thần quá mức lạm phong, yêu cầu tước bỏ phong hiệu Tĩnh quốc công thần, sự kiện này là Ngụy huân tước trừ án. Triệu Quang Tổ nhiều lần sử dụng áp lực số đông, ép buộc Triều Tiên Trung Tông phải phê chuẩn lời tấu, khiến Trung Tông bất mãn.
Ngụy huân tước trừ án khiến Huân cựu phái công thần bất mãn, liên thủ phản kích Triệu Quang Tổ. Hồng Hi tần, con gái đại thần Hồng Cảnh Chu (홍경주, Hong Kyung-ju) thuộc Huân cựu phái, tại hậu sơn vương cung dùng ong mật cắn ra chữ "Tẩu tiếu vi vương" (주초위왕, 走肖为王) trên lá cây. Hồng Hi tần lấy xuống trình lên Trung Tông. Chữ Tẩu 走 và chữ Tiếu 肖 ghép lại thành chữ Triệu 趙. Điều này khiến Trung Tông bắt đầu nghi ngờ Triệu Quang Tổ, viết thư cho Hồng Cảnh Chu loại trừ Triệu Quang Tổ.
Năm 1519, Hồng Cảnh Chu nhận được chiếu thư, cùng với Nam Cổn (Nam Gon), Trịnh Quang Bật (Jeong Gwang-pil), Kim Thuyên (Kim Jeon), An Đường (An Dang), sai người lùng bắt Triệu Quang Tổ cùng các quan viên thuộc Sĩ lâm phái. Triệu Quang Tổ được Trịnh Quang Bật cầu tình, được tha chết, đem lưu đày. Trong thời gian lưu vong, Triệu Quang Tổ bị Trung Tông sai người ban thuốc độc. Triệu Quang Tổ uống thuốc độc nhưng chưa chết, bị sứ giả thắt cổ đến chết. Sự kiện này được gọi là Kỷ Mão sĩ họa (기묘사화, Gimyo Sahwa).

## Sau khi chết
Thời Triều Tiên Nhân Tông xóa bỏ tội danh của Triệu Quang Tổ, khôi phục hiền lương khoa. Năm 1570, ban bố Quốc triều nho tiên lục, đem Triệu Quang Tổ liệt vào Triều Tiên tứ hiền.

## Tác phẩm
- Tĩnh Am tập

## Trong điện ảnh
Triệu Quang Tổ xuất hiện trong các phim:
- Triều Tiên vương triều 500 năm hay Phong lan (1984), Yu In-chon thủ vai.
- Triệu Quang Tổ, Yoo Dong-geun thủ vai.
- Lâm Cự Chính, Tae Min-yeong thủ vai.
- Nữ nhân thiên hạ, Cha Gwang-su thủ vai.